# Europese kampioenschappen rafting 2012
De Europese kampioenschappen rafting 2012 waren door de International Rafting Federation (IRF) georganiseerde kampioenschappen voor rafters. Deze editie van de Europese kampioenschappen vond plaats in het Tsjechische Lipno nad Vltavou op de rivier de Moldau van 28 augustus tot en met 2 september 2012.

## Resultaten

### Heren
| R4             | R4          | R4          | R4          |
| Discipline     | Goud        | Zilver      | Brons       |
| -------------- | ----------- | ----------- | ----------- |
| Sprint         | Tsjechië 1  | Tsjechië 2  | Slovenië 2  |
| H2H            | Tsjechië 1  | Slowakije 1 | Nederland 2 |
| Slalom         | Tsjechië 1  | Slovenië 2  | Duitsland 2 |
| Stroomafwaarts | Tsjechië 1  | Slovenië 2  | Tsjechië 2  |
| Algemeen       | Tsjechië 1  | Slovenië 2  | Tsjechië 2  |
| R6             |             |             |             |
| Discipline     | Goud        | Zilver      | Brons       |
| Sprint         | Tsjechië 2  | Duitsland 1 | Italië      |
| H2H            | Duitsland 1 | Slovenië 1  | Italië      |
| Slalom         | Tsjechië 2  | Tsjechië 1  | Duitsland 1 |
| Stroomafwaarts | Tsjechië 1  | Duitsland 1 | Slowakije 1 |
| Algemeen       | Duitsland 1 | Tsjechië 1  | Tsjechië 2  |

### Dames
| R4             | R4          | R4          | R4          |
| Discipline     | Goud        | Zilver      | Brons       |
| -------------- | ----------- | ----------- | ----------- |
| Sprint         | Tsjechië 1  | Slowakije 1 | Tsjechië 2  |
| H2H            | Slowakije 1 | België 1    | Rusland 2   |
| Slalom         | Tsjechië 1  | Slowakije 1 | België 1    |
| Stroomafwaarts | België 1    | Slowakije 2 | Tsjechië 1  |
| Algemeen       | België 1    | Tsjechië 1  | Slowakije 2 |
| R6             |             |             |             |
| Discipline     | Goud        | Zilver      | Brons       |
| Sprint         | Tsjechië 2  | Slowakije 1 | Tsjechië 1  |
| H2H            | Tsjechië 2  | Slowakije 1 | Tsjechië 1  |
| Slalom         | Tsjechië 1  | Slowakije 1 | Tsjechië 2  |
| Stroomafwaarts | Tsjechië 2  | Slowakije 1 | Tsjechië 1  |
| Algemeen       | Tsjechië 2  | Slowakije 1 | Tsjechië 1  |